# Batalla de Kursk
La batalla de Kursk tingué lloc entre el 5 de juliol i el 23 d'agost de 1943 entre els exèrcits del Tercer Reich i de la Unió Soviètica. Es tracta d'una de les batalles més grans de la història militar i un fracàs per a l'exèrcit alemany que no faria més que confirmar la pèrdua de la iniciativa de la guerra. Sovint se l'ha descrit com un punt decisiu; però l'ofensiva de Kursk estava destinada al fracàs des del principi, ja que els soviètics eren totalment al corrent dels plans alemanys. A més, es dugué a terme quan el destí de la Segona Guerra Mundial ja havia segellat pocs mesos abans a Stalingrad amb una quantitat de baixes molt superior. Després d'aquesta breu ofensiva fallida, els alemanys no farien més que retirar-se de derrota en derrota, esperant en el millor dels casos aturar momentàniament les continuades ofensives soviètiques, cada vegada dutes a terme amb més perícia i èxit.

## Antecedents
Al gener de l'any 1943, en plena Segona Guerra Mundial, ha acabat la batalla de Stalingrad on les restes del Sisè Exèrcit alemany del Mariscal de camp Friedrich Paulus es rendeixen juntament amb els 90.000 soldats alemanys famolencs i debilitats. És la primera gran victòria dels aliats i després de tres anys bufen nous vents, ara l'exèrcit alemany defensa en lloc d'atacar.
Expulsats del Caucas, el grup d'exèrcits del Sud s'ha de retirar abandonant gran quantitat de terreny, i quedant aïllat el 17è exèrcit alemany en un inútil cap de pont a la península del Kuban (situada al sud de l'actual Rússia), tot i això, el mariscal alemany Erich von Manstein, aconsegueix aturar el contraatac soviètic a Ucraïna i fins i tot recuperar terreny gràcies a un imaginatiu contracop. El seu pla va consistir a deixar que les gastades unitats soviètiques s'allunyessin excessivament de les seves línies de subministraments, i una vegada estiguessin prou cansades i mancades de municions i material en bones condicions, atacar els seus flancs i aniquilar-les. Gràcies a aquesta maniobra, els alemanys van recuperar gran quantitat de terreny i el més important: la ciutat de Khàrkiv. Erich von Manstein volia continuar atacant abans de l'època del desglaç, però les mesures preses pel general soviètic Gueorgui Júkov ho van impedir. Quan el front s'estabilitzà, la ciutat de Kursk quedà en poder dels soviètics i es va convertir en una falca dins les línies alemanyes.

## El terreny i camp de batalla
Kursk és una zona d'alt valor militar, car és on s'uneixen diverses vies ferroviàries i està situat entre les ciutats industrials d'Oriol i Bélgorod, ambdues en mans dels alemanys. És un estret territori de 170 km de llarg i 90 km d'amplada, formant un arc dins del front alemany, proporcionant l'oportunitat perfecta per encerclar pel nord i pel sud les tropes soviètiques. El terreny on es lluitarà es caracteritza per ser extremadament pla amb lleugeres elevacions i turons, cosa que afavoreix molt la utilització de carros de combat. El clima es caracteritza per ser molt calorós donant temperatures molt elevades, tot i que l'hivern, com sol ser el clima estepari, és fred i nevat. També són típiques les plantacions de remolatxa, cogombres, civada, horts...
La zona sud-oriental està banyada pel riu Donets, i més a l'oest apareixen els rius Pena i Psel, sent dels poc rius importants que donen un abeurador a l'estepa de Kursk.

## Els preparatius

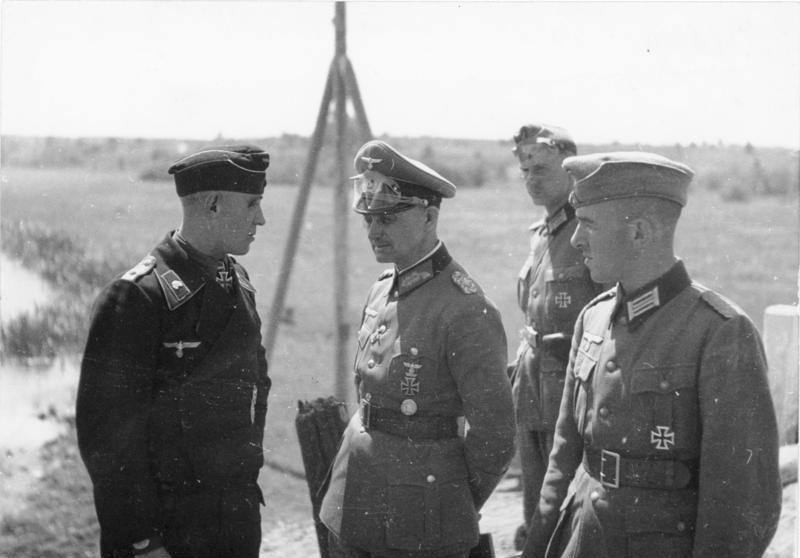
General Model (segon per l'esquerra) el juliol de 1941

Els alemanys preparen l'Operació Ciutadella (Zitadelle en alemany) sota un clima d'escepticisme. Molts dels generals no n'eren partidaris, inclòs el mateix Guderian, creient que era millor esperar per a refer forces, consolidar posicions defensives i desgastar els soviètics, després d'unes campanyes d'hivern i primavera extremadament costoses i plenes de derrotes. Hitler, però, decideix tirar endavant l'operació, buscant desesperadament una victòria decisiva que els tornés la iniciativa després dels desastres passats. El pla consisteix a atacar la falca de front des del nord i des del sud, trobant-se al centre on hi ha la ciutat de Kursk, de manera que les forces soviètiques quedessin encerclades per a posteriorment ser destruïdes, repetint els èxits passats de l'Operació Barbarroja.
Per la seva banda, els serveis secrets soviètics, amb una extensa xarxa d'espies, tenen informadors dins del mateix OKW (alt comandament alemany) que transmeten a un dels seus agents ubicat a Suïssa, Rudolf Rössler, tota la informació necessària dels preparatius i intencions. Així, els soviètics descobreixen els preparatius alemanys, de manera que també tenen temps de mobilitzar-se i preparar-se per a la propera gran batalla; d'aquesta manera el factor sorpresa queda del tot anul·lat, pràcticament segellant el destí de l'ofensiva alemanya.
Acabades les operacions d'hivern, les dues potències es comencen a preparar. Els alemanys reuneixen una de les forces més formidables mai vistes en la història de la Wehrmacht: 35 divisions, de les quals 14 eren Panzer (de tancs), 3 d'infanteria motoritzada i 18 d'infanteria a peu. Mentrestant, els soviètics preparen un extens complex de fortificacions, trinxeres, camps minats i posicions antitancs, tot això dividit en diversos cinturons defensius. Al nord de la falca, el sector de Rokossovski, que era el més equipat, ja que s'esperava que l'atac principal es duria a terme en aquell sector (com veurem més endavant, va ser al sector sud), comptava amb cinc exèrcits d'infanteria: el 13è, 48è, 60è, 65è i 70è. També disposava d'un exèrcit de carros, el 2n, i finalment un grup aeri, el 16è. A més disposava d'un cos d'exèrcit de cavalleria, dos cossos de tancs i altres unitats d'infanteria antitancs, equipades extensament amb els fusells antitancs de 14,5 mm PTRD o PTRS. En total sumava 5.000 peces d'artilleria i uns 1.100 carros de combat.
El sector sud, al comandament de Vatutin, comptava amb un nombre d'unitats similar: cinc exèrcits d'infanteria (38è, 40è, 69è, 6è de la Guàrdia i 7è de la Guàrdia), un exèrcit de tancs, el Primer de la Guàrdia, i un grup aeri, el Segon, i a la reserva comptava amb un cos de tiradors i un de carros. En total sumava 5.778 peces d'artilleria i 1.304 carros de combat. Finalment, a la rereguarda, el Front Estepa sota les ordres de Kóniev, que actuaria com a reserva gegantina d'efectius, i que comptava amb les següents unitats: el 27è, 47è, 53è i 5è Exèrcit de la Guàrdia; un exèrcit de carros (el 5è Exèrcit de carros de la Guàrdia) i un grup aeri el cinquè sumant-li a això també tres cossos d'exèrcit de cavalleria, dos de carros i un motoritzat.
L'ofensiva alemanya és ajornada diverses vegades, ja que Hitler volia que els nous tancs pesats Tiger I, Panther i Ferdinand entressin en acció, per la qual cosa l'ofensiva es va ajornar novament per al mes de juny de 1943 per culpa del temps. Els alemanys despleguen 900.000 homes amb 2.700 vehicles entre tancs, canons autopropulsats, semierugues, caçacarros, etc., 2.050 avions i 10.000 peces d'artilleria. Per la seva banda els soviètics reuneixen 1.300.000 homes, 3.300 carros de combat i 2.600 avions i 20.000 peces d'artilleria repartits entre tres fronts independents (els russos organitzaven les seves unitats de manera diferent, un exèrcit soviètic equivalia en mida a un cos d'exèrcit alemany, i un front a una mica més que un Exèrcit alemany, passant una cosa similar amb les divisions).

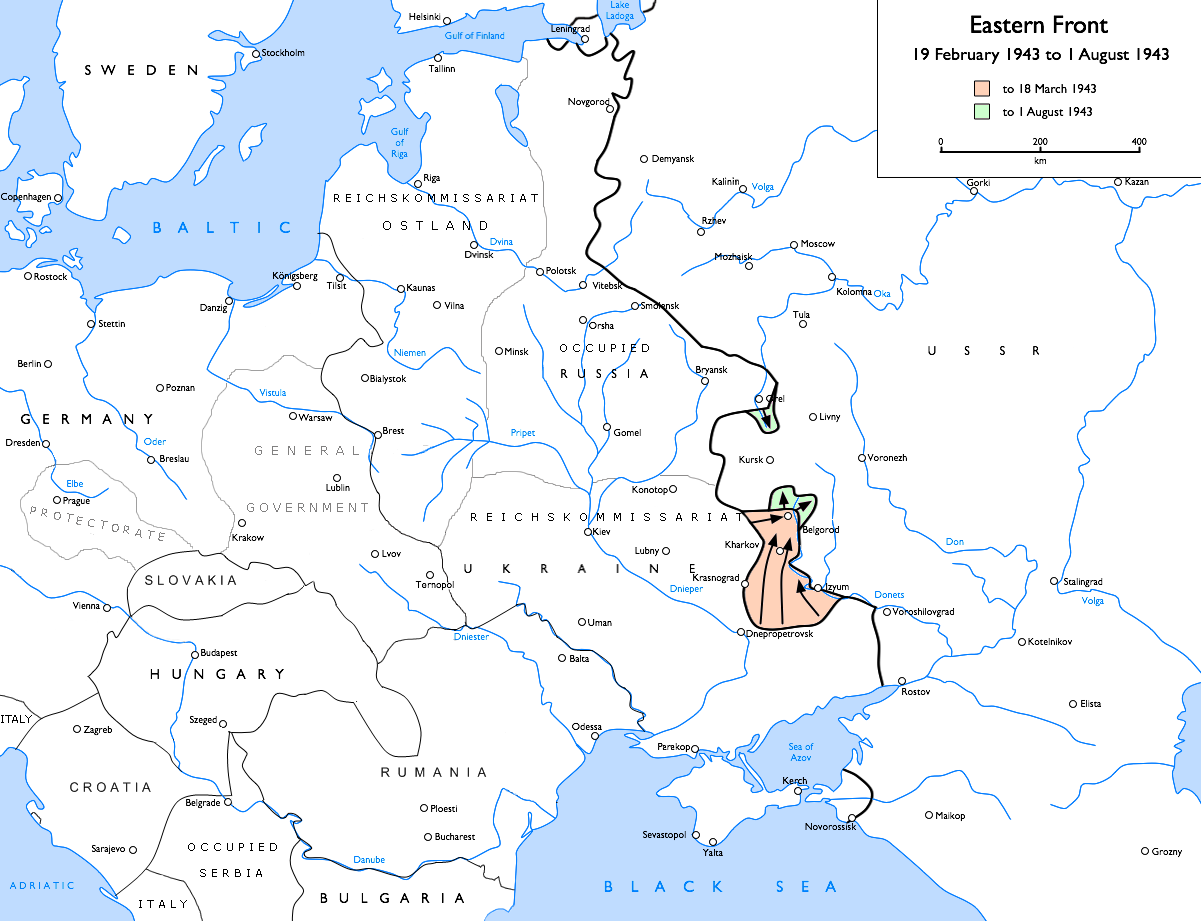
Front de l'est de febrer a agost de 1943

Pla Alemany de l'atac

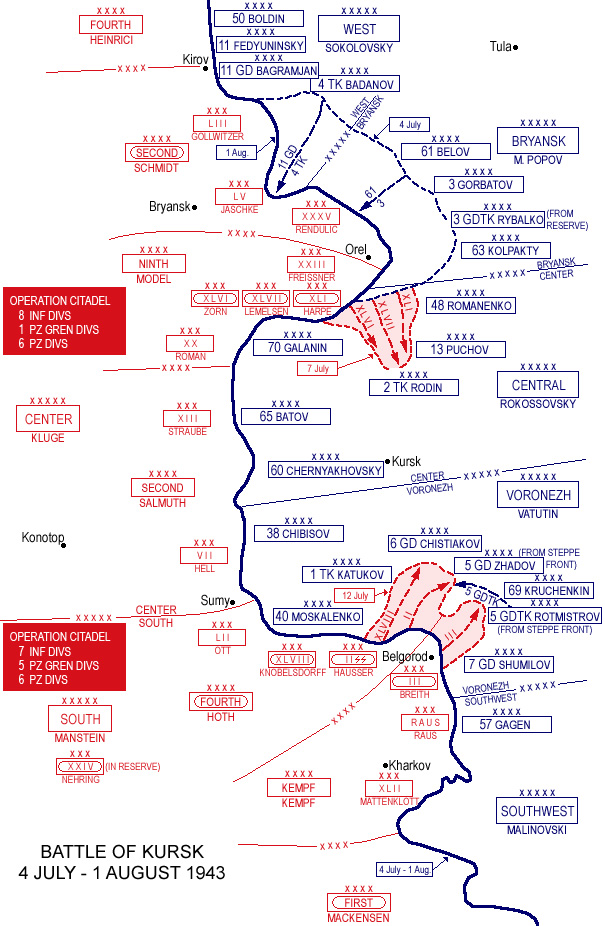
Mapa de la Batalla de Kursk

## Tàctiques i dispositius emprats
Per part alemanya, els diferents generals que varen participar en la batalla, van optar per diferents tàctiques i estratègies. Model, al nord, va decidir utilitzar la vella però ben provada tàctica dels Panzer, era ni més ni menys que la clàssica tàctica de la guerra llampec (Blitzkrieg), i la mateixa que utilitzarien els soviètics durant la resta de la guerra: consistia a obrir una esquerda a través de les defenses soviètiques amb la infanteria, una vegada oberta, els carros de combat s'hi introduirien per tal de penetrar en profunditat en les línies enemigues, avançant a gran velocitat. Com es veurà més tard, seria un fracàs, ja que les defenses soviètiques eren en profunditat, i estaven excel·lentment ben concebudes. Al sud, Hoth va decidir utilitzar les falques Panzer, és a dir, l'avanç es produiria mitjançant carros de combat per destruir les defenses soviètiques. Les formacions estaven organitzades de la següent manera: en primera línia hi anaven els tancs pesats Tiger I, seguits en la teoria pels Panther (en la teoria perquè la majoria no van poder entrar en acció), després els seguien els Panzer IV i Panzer III juntament amb els semierugues. La falca utilitzada era de tipus invertida, de manera que no hi hagués un sol carro en la part frontal.
Per part soviètica, s'havia notat una gran millora respecte a l'any anterior, ja que tot i que no havien assolit encara un grau tan elevat de preparació com els seus rivals, ja havien assumit gran part de les lliçons de l'art de la guerra: ara els nous comandants eren molt més competents, i des de l'última campanya d'estiu havien après gran part dels conceptes militars importants, ara ja no es deixarien rodejar grans unitats fàcilment, quedant desenes de milers de tropes atrapades per sempre més, sinó que sabien prou bé com aturar els Panzer d'una manera eficaç; una defensa en profunditat. Les defenses emprades pels soviètics durant aquesta batalla van assolir una grandària inimaginable, tant pel nombre de cinturons defensius, com pels inacabables camps minats. Es va donar el cas que en zones on la infanteria russa havia d'atacar, hi havia un nombre desorbitat de peces d'artilleria per a donar-los suport. A les defenses russes es va donar preferència a les peces antitancs, organitzades en bateries de 3 o 5 peces d'artilleria, extremadament mimetitzades amb el terreny, que eren capaces de llançar una gran tempesta de foc sobre els assaltants. Es varen utilitzar extensament els fusells contracarro PTRD i PTRS, tot i que del tot inefectius contra el blindatge pesat alemany, podien causar grans problemes al semierugues i carros lleugers, sense comptar amb l'efecte psicològic que podien causar a les tripulacions dels panzer al rebre una pluja de projectils. També es van emplaçar nombroses metralladores, que normalment causaren la separació de la infanteria dels blindats, per la qual cosa els carros quedaven totalment vulnerables als atacs. Els franctiradors, varen ser emplaçats en pous de tirador i en llocs ocults, i gràcies a la seva contribució, els alemanys tingueren grans dificultats a l'hora d'aixecar els camps de mines, ja que aquesta última activitat ja resultava dificultosa per si sola.
Quant als dispositius usats, podem destacar una llista de models de carros de combat, avions i altres armes. Per part soviètica es varen usar els T-34/76, que era un carro de combat mitjà, dels quals podem distingir gran nombre de variants, com el model 1940, amb el canó de 76.2 L-11, el model 1941, model 1942 i model 1942 amb torre hexagonal i l'augment del blindatge frontal fins a 70 mm, amb la nomenclatura alemanya o occidental seria el model D, també incloïen els T-34 produïts l'any 1943, que són els E i F, amb petites variacions a la torre, com ara diferents models de periscopi. També val a dir que molts d'aquests models guardaven diferències mínimes segons el seu lloc de fabricació. Tots ells anaven armats amb el ben provat canó F-34, que els permetia una velocitat inicial al projectil de més de 640 metres per segon. Val a dir que, el model més típic usat d'aquell estiu en endavant (fins a l'arribada del T-34/85 en grans nombres cap a mitjans de 1944) seria el T-34 model 1942 amb torre hexagonal o el Model 1943 E i F. Era el més barat, millor que els seus antecessors i tenia encara més autonomia sense comptar que podia transportar més munició.
Un altre carro de combat soviètic fou el KV-1, sent un carro de combat pesant, aquest va aparèixer l'any 1939, i fins i tot es varen usar els models més primerencs. Més pesant i lent que el seu company descrit anteriorment, tenia un blindatge notòriament superior que en alguns models sobrepassava els 100 mm de gruix, anava armat amb el mateix canó. En aquest cas, no es varen usar en grans quantitats. També va entrar en acció el KV-1S, equipat amb una torre fosa més lleugera, que treia pes a aquest formidable tanc.
Un altre dels blindats soviètics fou el T-70, carro de la categoria lleugera, tot i que sobrepassat pels blindats alemanys, va poder desenvolupar un paper de suport a la infanteria, i en nombroses ocasions acompanyava els T-34 als assalts de blindats i combinats. Val a dir que el seu armament era força insuficient si tenim en compte que s'havia d'enfrontar, ja no als Tigre o Pantera, sinó als carros més lleugers, els Pz. III i IV. Per altra banda, el comandant que era l'únic ocupant la torre, havia de carregar, disparar i buscar el blanc a més de dirigir al conductor.
A més, tot i no desenvolupar un paper primordial, varen operar carros més lleugers, com ara els T-60 o en alguns casos els T-40, amb un armament lleuger dotats en el primer cas d'un canó ShVAK de 20 mm juntament amb una metralladora de 7,62, i a l'altre model, encara més lleuger, era portador de dues metralladores; una de 12,7 i l'altra de 7,62 mm. Aquests carros, com és lògic eren del tot inadequats per al combat carro contra carro, car el seu armament i característiques tècniques els ho impedien. També val a dir que varen ser dissenyats per desenvolupar un paper de reconeixement, o de suport a la infanteria.
Els carros estatunidencs i britànics també es varen emprar, si bé no amb la mateixa freqüència, ni nombre, car eren considerats pels russos poc adequats i fins i tot "tombes" per als seus tripulants (n'és un exemple el carro d'origen estatunidenc M3 Lee, que era conegut despectivament pel nom de "tomba per a set germans", ja que la seva dotació la componien 7 homes).
Per part alemanya es varen usar gran varietat de blindats; des de semierugues fins a canons d'assalt pesants passant pels carros de combat, que formaven el gros de les unitats assaltants. Per començar tenim en la categoria dels carros més lleugers el PzKpfw II, que tot i estar antiquat per aquells moments, es varen usar com a carros de comandament o de reconeixement, sent més freqüent aquesta última missió en aquests lleugers tancs. El seu armament principal constava d'un canó de 20 mm i una metralladora de 7,92 MG-34. El seu blindatge era mediocre.
El segueixen com a models més lleugers i antics el PzKpfw III, que tot i que el seu disseny datava dels anys trenta, encara s'usava desenvolupant un paper en els atacs gens menyspreable, ja que a partir de 1941 es varen començar a fer modificacions, sobretot en l'aspecte de l'armament, ja que aquest era força insuficient en les primeres versions. Segons el model podem trobar diversos canvis: En els models més primerencs, només hi havia una peça de 37 mm, que ben aviat es va quedar desfasada per l'arribada de carros cada vegada més pesants i més ben equipats. En el següent model, es va optar per augmentar-ne el calibre de la peça principal fins a 50 mm, i en els models posteriors, s'hi varen afegir planxes de blindatge a la zona superior i faldons als costats, per protegir el tren de rodament.
El PzKpfw IV, es podria dir que era el germà gran de l'anterior; era lleugerament més gros, també pesava més. El seu disseny, igual que el seu company més petit datava dels anys trenta, però li donava l'oportunitat de rebre millores, ja que la seva torre era força espaiosa, cosa que es va aprofitar a partir dels models F2 (primavera de 1942) per dotar-los d'un canó de 75 mm KwK 40 L/43 que permetia destruir frontalment al T-34 des de més de 1.000 metres. Va ser el cavall de batalla de la Wehrmatch durant la resta del conflicte, i en aquesta batalla, en va formar el gros amb 841 unitats en servei. Com a novetat, hi va debutar el nou model Panzer IV Ausf H, amb faldons (novetat de primavera de 1943) i un augment del gruix del blindatge fins a 80 mm, cosa que el protegia força més del canó més habitual dels soviètics, els 76,2 mm dels KV i T-34.
Finalment, tenim els carros pesants, que tot i no operar en grans nombres, si varen causar impacte. En primer lloc, tenim el PzKpfw V Panther, dotat d'un canó llarg de 75 mm, més potent que el que muntaven tant els StuG com els dels PzKpfw. IV i amb un pes de 45 tones. Va sorgir en resposta al T-34, i molts el consideren com el millor carro en la seva categoria, millor inclòs que el Panzer VI Tiger, per estar més equilibrat. Les similituds amb el carro soviètic són força evidents, tant com el tipus de formes com en el disseny. Amb tot, a Kursk, varen fer una entrada en escena massa precipitada, ja que feia tan sols uns mesos que encara s'avaluava, i com passa amb tot el que és nou i no s'ha provat, no sempre actua de la manera prevista. Doncs els problemes mecànics el varen deixar inoperatiu en les primeres hores d'acció, amb tot, i va haver-hi un nombre reduït que va entrar en acció, donant de sí uns resultats magnífics. Una vegada es va acabar la batalla, i amb la retirada alemanya, els soviètics en varen capturar cert nombre, conservant-se un d'aquests exemplars al museu de Kubinka.
El més famós i mític: El PzKpfw VI Tigre, armat amb el canó de 88 mm Flak 36, de gran poder destructiu, i de llarg abast. El seu blindatge era molt gruixut per als estàndards de l'època, arribant fins als 100 mm a la part frontal, amb tot, el preu que havia de pagar era un pes excessiu; 56 Tm, cosa que li provocava greus problemes a l'hora de maniobrar, problemes amb el fang i el gel, i per arrodonir-ho, si era avariat, es necessitava un altre Tigre per remolcar-lo, ja que la resta de vehicles de l'inventari de la Wehrmacht eren del tot incapaços. Amb tot, es va caracteritzar per aconseguir gran eficiència, gràcies als seus principals avantatges, sent temut tant pels soviètics com pels aliats occidentals fins a tal punt que molt sovint veien carros Tigre arreu, confonent-los amb els Pz. IV amb faldons. Aquesta gran eficiència no s'ha de confondre amb efectivitat estratègicament, ja que era car, patia d'avaries i amb conseqüència molt escàs, anul·lant el seu impacte en la guerra. Només cal dir que des de mitjans de 1942 fins al 44 i escaig se'n varen construir poc més de 1300 unitats, mentre que de carros soviètics o britànico-estatunidencs, se'n varen construir per desenes de milers.

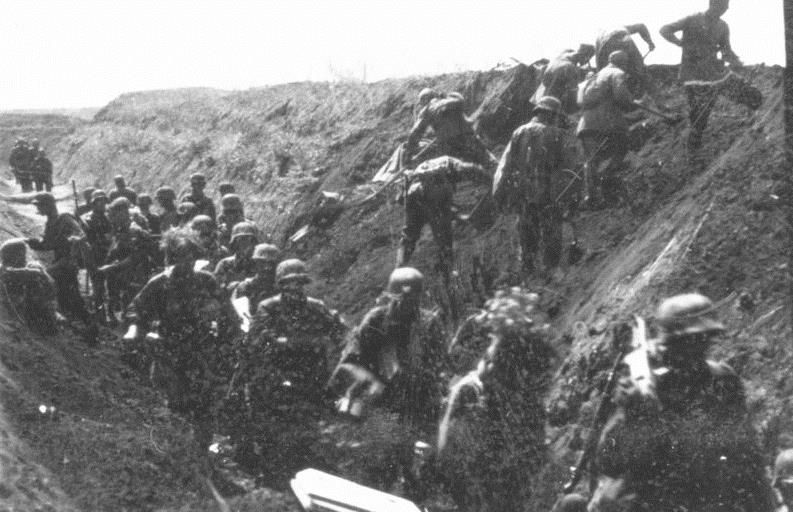
Els soldats alemanys es mouen al llarg d'una rasa antitanc, mentre que altres soldats es preparen per carregar

## Sector nord
L'atac principal de Walter Model va ser lliurat pel 47è Cos Panzer, recolzat per 45 Tigres del 505è Batalló de Tancs Pesats adjunt. Cobrint el seu flanc esquerre el 46è Cos Panzer disposava d'un regiment de 83 caçatancs Ferdinand, mentre que al flanc dret, el 46è Cos Panzer tenia quatre divisions d'infanteria amb només 9 tancs i 31 canons d'assalt. A l'esquerra del 46è Cos Panzer hi havia el 23è Cos d'Exèrcit amb la 78a Divisió d'Infanteria d'Assalt reforçada i dues divisions d'infanteria regular. Tot i que el cos no contenia tancs, sí que tenia 62 canons d'assalt. Oposant-se al 9è Exèrcit hi havia el Front Central, desplegat en tres cinturons defensius fortament fortificats.

### Avanç inicial alemany
Walter Model va optar per fer els seus atacs inicials utilitzant divisions d'infanteria reforçades amb canons d'assalt i tancs pesats, i recolzades per l'artilleria i la Luftwaffe. En fer-ho, va intentar mantenir la força blindada de les seves divisions panzer per a ser utilitzada per a l'explotació un cop es trenquessin les defenses de l'Exèrcit Roig. Un cop s'hagués aconseguit un avenç, les forces panzer es mourien i avançarien cap a Kursk. Jan Möschen, un important del personal de Model, va comentar més tard que Model esperava un avenç el segon dia. Si es produís un avenç, el més breu retard en la presentació de les divisions panzer donaria temps a l'Exèrcit Roig per reaccionar. Els comandants del seu cos pensaven que un avenç era molt improbable.
Després d'un bombardeig preliminar i contrabombardejaments de l'Exèrcit Roig, el 9è Exèrcit va obrir el seu atac a les 05:30 del 5 de juliol. Nou divisions d'infanteria i una divisió panzer, amb canons d'assalt, tancs pesants i destructors de tancs, van avançar. Dues companyies de tancs Tiger estaven adscrites a la 6a Divisió d'Infanteria i eren l'agrupació individual més gran de Tigers emprada aquell dia. Oposats a ells hi havia els 13è i 70è Exèrcits del Front Central.
Les 20a Panzer i la 6a Divisió d'Infanteria del 47è Cos Panzer van liderar l'avanç. Darrere d'ells van seguir les altres dues divisions panzer, disposades a aprofitar qualsevol avenç. El terreny molt minat i les posicions fortificades de la 15a Divisió de Fusellers van frenar l'avanç. A les 08:00 s'havien netejat els carrils segurs pel camp de mines i aquell matí, la informació obtinguda de l'interrogatori de presoners va identificar una debilitat al límit de la 15a i la 81a divisions de fusellers causada pel bombardeig preliminar alemany. Els Tigers es van tornar a desplegar i van atacar cap a aquesta zona. Les formacions de l'Exèrcit Roig van contrarestar amb una força d'uns 90 T-34. En la batalla resultant de tres hores, les unitats blindades de l'Exèrcit Roig van perdre 42 tancs mentre que els alemanys van perdre dos Tigers i cinc més quedaren immobilitzats amb danys a la via. Mentre que el contraatac de l'Exèrcit Roig va ser derrotat i es va trencar el primer cinturó defensiu, els combats havien retardat els alemanys el temps suficient perquè la resta del 29è Cos de Fusellers del 13è Exèrcit, inicialment desplegat darrere del primer cinturó, avancés i segellés la bretxa. Els camps de mines de l'Exèrcit Roig estaven coberts per foc d'artilleria, cosa que va fer que els esforços per netejar els camins a través dels camps fossin difícils i costosos. Els vehicles de neteja de mines amb control remot Goliath i Borgward IV van tenir un èxit limitat. Dels 45 Ferdinands del 653è Batalló Pesat Panzerjäger enviats a la batalla, tots menys 12 van quedar immobilitzats pels danys de minesabans de les 17:00. La majoria d'aquests van ser posteriorment reparats i tornats al servei, però la recuperació d'aquests vehicles tan grans va ser difícil.
El primer dia, el 47è Cos Panzer va penetrar 9,7 km a les defenses de l'Exèrcit Roig abans d'aturar-se, i el 46è Cos Panzer va arribar a la petita ciutat fortament fortificada de Ponyri, al segon cinturó defensiu, que controlava les carreteres i ferrocarrils que condueixen al sud fins a Kursk. El primer dia, els alemanys van penetrar de 8 a 9,7 km a les línies de l'Exèrcit Roig per la pèrdua de 1.287 homes morts i desapareguts i 5.921 ferits més.

### Contraatac de l'Exèrcit Roig
Konstantin Rokossovsky va ordenar que el 17è Cos de Guàrdia i el 18è Cos de Fusellers amb el 2n Exèrcit de Tancs i el 19è Cos de Tancs, recolzats per un suport aeri proper, contraataquessin el 9è Exèrcit alemany l'endemà 6 de juliol. A causa de la mala coordinació, només el 16è Cos de Tancs del 2n Exèrcit de Tancs va començar el contraatac la matinada del 6 de juliol després del bombardeig d'artilleria preparatori. El 16è Cos de Tancs, amb uns 200 tancs, va atacar el 47è Cos Panzer i es va topar amb els tancs Tiger del 505è Batalló de Tancs Pesats, que va eliminar 69 tancs i va obligar la resta a retirar-se al 17è Cos de Fusellers de la Guàrdia del 13è Exèrcit. Més tard aquell matí, el 47è Cos Panzer va respondre amb el seu propi atac contra el 17è Cos de Fusellers de la Guàrdia atrinxerat al voltant del poble d'Olkhovatka al segon cinturó defensiu. L'atac va començar amb un bombardeig d'artilleria i va ser encapçalat pels 24 Tigers en servei del 505è Batalló de Tancs Pesats, però no va aconseguir trencar la defensa de l'Exèrcit Roig a Olkhovatka, i els alemanys van patir grans baixes. Olkhovatka es trobava en un terreny alt que proporcionava una visió clara de bona part de la línia del front. A les 18:30, el 19è Cos de Tancs es va unir al 17è Cos de Fusellers de la Guàrdia reforçant encara més la resistència. Rokossovsky també va decidir excavar en la majoria dels seus tancs restants per minimitzar la seva exposició. Ponyri, defensada per la 307a Divisió de Fusellers del 29è Cos de Fusellers, també va ser atacada de manera concertada el 6 de juliol per la 292a i la 86a Infanteria alemanya, la 78a Infanteria d'Assalt i la 9a Divisió Panzer, però els alemanys no van poder desallotjar els defensors del poble fortament fortificat.

### Ponyri and Olkhovatka
Entre el 7 i el 10 de juliol, Walter Model va concentrar l'esforç del 9è Exèrcit alemany a Ponyri i Olkhovatka, que ambdós bàndols consideraven com a posicions vitals. En resposta, Konstantin Rokossovsky va treure forces d'altres parts del front cap a aquests sectors. Els alemanys van atacar Ponyri el 7 de juliol i van capturar la meitat de la ciutat després d'intensos combats casa per casa. Un contraatac soviètic l'endemà al matí va obligar els alemanys a retirar-se, i es va produir una sèrie de contraatacs per ambdós bàndols amb el control de la ciutat intercanviant diverses vegades durant els dies següents. El 10 de juliol, els alemanys havien assegurat la major part de la ciutat, però els contraatacs soviètics van continuar. Les batalles d'anada i tornada per Ponyri i el proper turó 253.5 van ser batalles de desgast, amb nombroses baixes a ambdós bàndols. Les tropes l'anomenaven "mini-Stalingrad". El diari de guerra del 9è Exèrcit va descriure els intensos combats com un "nou tipus de batalla de desgast mòbil". Els atacs alemanys a Olkhovatka i al poble proper de Teploe no van aconseguir penetrar les defenses soviètiques; inclòs un poderós atac concertat el 10 de juliol per uns 300 tancs alemanys i canons d'assalt de la 2a, 4a i 20a Divisió Panzer, amb el suport de totes les forces aèries disponibles de la Luftwaffe al sector nord.
El 9 de juliol Kluge, Model, Joachim Lemelsen i Josef Harpe es van reunir a la seu del 47è Cos Panzer. Els comandants alemanys havien entès que el 9è Exèrcit no tenia la força per obtenir un avenç, i soviètics se n'havien adonat, però Kluge volia mantenir la pressió sobre els soviètics per ajudar a l'ofensiva del sud. L'operació al sector nord havia començat amb un front d'atac de 45 quilòmetres d'amplada, que el 6 de juliol s'havia reduït a 40 quilòmetres i l'endemà a 15 quilòmetres, i tant el 8 com el 9 de juliol es van produir penetracions de només 2 quilòmetres d'ample. El 10 de juliol, els soviètics havien aturat completament l'avanç alemany. El 12 de juliol els soviètics van llançar l'Operació Kutúzov, la seva contraofensiva sobre el sortint d'Orel, que va amenaçar el flanc i la rereguarda del 9è Exèrcit de Model. La 12a Divisió Panzer, fins llavors en reserva pendent de ser assignada al costat nord del sortint de Kursk, juntament amb la 36a Infanteria Motoritzada, la 18a Divisió Panzer i la 20a Panzer es van tornar a desplegar per enfrontar-se a les puntes de llança soviètiques.

## Sector sud

### Fase defensiva
Més al sud, Hoth havia tingut més èxit, i tot i un gran tribut en baixes, havia aconseguit travessar diversos cinturons defensius fins al punt d'arribar davant d'Oboian, causà una gran quantitat de baixes al 1r Exèrcit de Carros de la Guàrdia, obligà a Katukov (comandant de l'exèrcit) a enterrar els seus T-34 (tàctica defensiva soviètica que consistia a dipositar els carros de combat en una séquia que cobrís la meitat del tanc, així es feia un objectiu més difícil, i s'utilitzava a l'estil de l'artilleria antitanc). Vatutin, tot i ser un gran general, no estava tan a l'altura com el seu company del nord, Rokossovki, ni del seu rival, amb tot, va aconseguir aturar als alemanys a Oboian, obligant-los a anar a Prokhorovka, ja que aquella zona començava a ser perillosa per al seu flanc.
Tot i els èxits obtinguts, el Destacament d'Exèrcit Kempf, que tenia la missió de protegir l'avanç alemany des del seu flanc dret, en direcció a Rjavets, va fracassar en la seva temptativa, per la qual cosa, els reforços soviètics varen tenir via lliure, i la tarda del dia 9 de juliol, va arribar per aquella ruta el 5è exèrcit de carros de la Guàrdia de Rótmistrov, que havia hagut de recórrer prop de 320 km per a arribar a la zona de combat, i per la qual cosa no es trobava en condicions de combatre fins un parell de dies més tard. L'endemà començaria la que es considera la batalla de carros més gran de la història dels conflictes humans: la de Prokhorovka.

#### Prokhorovka
Per començar, aquesta ha estat una batalla mitificada durant molt de temps per la historiografia soviètica, explicada com un xoc fantasiós de dos masses d'uns 1.500 carros de combat en total, presumiblement per tal d'encobrir el desastrós atac de Rótmistrov i el seu 5è Exèrcit de carros de la Guàrdia (del qual més tard seria rellevat, presumiblement per la seva incompetència), tot i aturar l'ofensiva alemanya i fer esvair qualsevol expectativa d'èxit ho va fer a un preu molt elevat i fallant per complet en destruir o fer recular el cos Panzer SS de Paul Hausser.
Per entendre de manera precisa aquesta trobada de blindats, és essencial consultar una sèrie de mapes, per tal de situar-nos en la batalla:
Dia 10-11: Mapa Projorovka i proximitats Arxivat 2007-01-29 a Wayback Machine.
En aquest mapa s'hi poden apreciar els avanços efectuats pel cos Panzer SS (Totenkopf, Leibstandarte Adolf Hitler, Das Reich) durant els dies 10 i 11.
La batalla comença el dia 10, a les 5.30 h del matí els alemanys inicien l'ofensiva. La Divisió Panzer SS "Totenkopf", a la zona nord, ataca en direcció al riu Psel, tenia com a objectiu travessar-lo i assegurar-hi un cap de pont, de manera que l'ofensiva en direcció Kursk fos factible. Hom tenia previst travessar el riu per la zona on hi ha un meandre. Pel camí, Totenkopf estableix combat contra l'11a Brigada de Tiradors Motoritzada, aquesta última va ser rebutjada fins que, a les 6:30 els alemanys arriben al riu, i el passen capturant l'altura 226,6. El sector queda totalment quiet fins a l'endemà. Aquella zona queda coberta per les 52 i 95 Divisions de la Guàrdia i pel 1038 regiment d'artilleria antitanc.

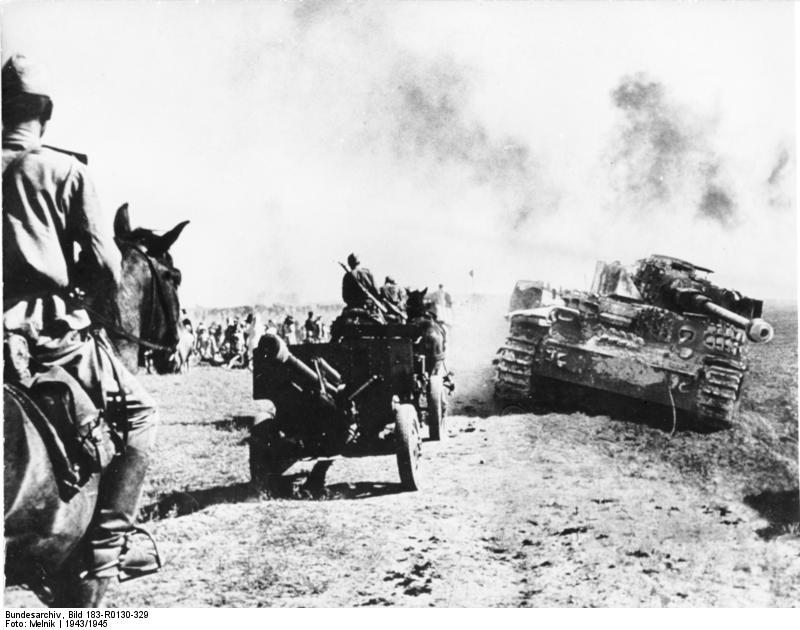
Artilleria soviètica passant un Panzer IV fora de servei

Una mica més al sud-est, al flanc dret de la Totenkopf, la Divisió Panzer SS Leibstandarte Adolf Hitler (LAHSS), ataca cap a la 1:30h, també en direcció nord, capturant el Sovjoz Komsomoliets, i capturant al final del dia l'altura 241,6. Aquest últim sector estava cobert pel 1/285 regiment de Tiradors Aerotransportat. A les 12:35, LAHSS efectua un altre atac contra la 99 Brigada de tancs. A les 17:00 h, ataquen amb el seu flanc dret, aconseguí capturar un tram del ferrocarril de Prokhorovka, tot i això, en aquesta última acció es veuen obligats a abandonar l'atac i retirar-se gràcies a una sèrie de defenses soviètiques situades al nord-est del seu avanç.
Més al sud (com es pot veure al mapa del dia 10), al flanc dret de la LAHSS, la Divisió Panzer SS Das Reich, no ataca, sinó que té la missió de defensar el flanc dels possibles contraatacs soviètics des del gran sortint que hi ha, que va des de Prokhorovka fins a uns trenta quilòmetres al sud, amb una amplada d'uns dotze quilòmetres i s'estrenyia a mesura que baixava en direcció sud.
Cal afegir que aquest dia fa la seva arribada a la nit el 5è Exèrcit de Carros de la Guàrdia de Rótmistrov, juntament amb el 5è Exèrcit de la Guàrdia d'Aleksei Jàdov, que no van poder atacar el cos Panzer SS, ja que havien hagut de recórrer una distància de prop de 360 km, i no es trobaven en condicions de combatre.
L'endemà, dia 11, Totenkopf rellança l'ofensiva a l'altra banda del Psel contra les divisions avanç citades 52 i 95 de la Guàrdia, aconseguí engrandir el petit cap de pont una mitjana d'uns 1,5 a 2 km. Més a l'est, un atac combinat amb tenalla, amb la divisió LAHSS cercla per la part nord a la 95a Brigada de tancs i la 3/11 Brigada de tancs trobant-se els alemanys a la banda est del riu.
Al seu flanc dret, la LAHSS ataca des de l'altura 241.6 contra la 183a Divisió de Tiradors, i com s'ha dit anteriorment, ha participat en l'encerclament de diverses unitats soviètiques una mica més al nord. Durant aquest dia, els atacs tenen més bon resultat, i seguint la línia de ferrocarril, avancen en una profunditat de 3 a 4,2 km. Arribant fins a l'altura 252,2, situada entre el ferrocarril i la carretera de Prokhorovka.
El dia 12 es desperta ennuvolat, i amb lleugera pluja. Aquell matí els alemanys varen tornar a posar en marxa l'ofensiva en la direcció Kursk per la via de Prokhorovka. Aquesta vegada, sota l'atenta mirada de nerviosisme del general Rótmistrov i els seus subordinats, els T-34 varen encendre els seus motors. Poc després de la sortida del sol, les unitats de carros soviètiques tant del 5è Exèrcit de Carros de la Guàrdia de Rótmistrov, com del 5 Exèrcit de la Guàrdia de Jàdov varen posar en marxa una ofensiva massiva en efectius humans i blindats. En poca estona, grups que oscil·laven entre els 25 i 50 carros o potser més i tot, es llançaren contra les posicions de les Divisions Panzers SS, que tot i ser sorpreses en un primer moment, gràcies al seu elevat grau d'instrucció, es reorganitzen, i repel·leixen els assalts. Amb tot, el valor i l'empenta dels assaltants suposa la pèrdua d'uns quants quilòmetres quadrats de terreny. Hi ha contraatacs per la part alemanya, que, quan no són rebutjats aconsegueixen destruir per complet formacions de carros enemigues.
La batalla s'estén des del meandre que fa el riu Psel passant pel sud de Prokhorovka tot resseguint la línia de ferrocarril, passant per Beleníkhino. La batalla ara abasta l'avanç de Kempf amb el seu III cos Panzer, que intenta desesperadament obrir-se pas fins a Prokhorovka, ja que si ho aconseguís, podria ajudar de manera directa al segon cos d'Exèrcit Panzer SS de Paul Hausser. Amb tots els esforços, Kempf, tot i de gaudir d'un cop de sort que li permet capturar el pont de Rjabets sobre el Donets, i obtenir un valuosíssim cap de pont, els soviètics posen fi a la situació enviant el grup Trufànov i altres unitats cuirassades i d'infanteria, que els permeten aturar l'avanç alemany.
Al migdia, la situació havia agafat unes dimensions ja esgarrifoses car l'ofensiva soviètica donava signes d'estancament, i també l'avanç alemany, que, malgrat les baixes, continuava amb el seu objectiu. Els resultats es mostraven de manera variada segons la zona de combat, en unes zones, els carros pesants Tigre causaven el terror entre els tanquistes soviètics, que havien d'apropar-se moltíssim per a ficar-los dintre el seu radi d'acció eficaç, no solament aquests, sinó els més lleugers Panzer IV, amb un canó també temible. En altres zones, els tancs soviètics s'apropaven, i amb gran valentia intentaven destruir els Tigres, Pz-III i IV a distància de tir de pedra amb tot gràcies a la superioritat tàctica alemanya, i al seu elevat grau d'instrucció, aquest apropament dels blindats soviètics era una mort segura... Val a dir que el combat no es desenvolupà entre dues masses úniques de blindats, és a dir, atacaven en grups més o menys de 50 o 100 blindats.

## Conseqüències militars, estratègiques i polítiques
En un principi la batalla de Kursk es va dur a terme no només amb intencions militars: al darrere hi havia una sèrie de motius polítics, com ara la neutralitat de Turquia i el factor moral de Romania i altres països satèl·lit de l'Alemanya Nazi, que ja es començaven a qüestionar si valia realment la pena lluitar en aquella guerra, ja que feia temps que havien aconseguit els territoris annexionats per l'URSS feia uns pocs anys. Per a la majoria era una guerra inacabable i llunyana, buida de beneficis.
Després d'aquesta batalla, Alemanya ja no es recuperaria més, i la guerra a l'est es faria rutinària: avanços llarguíssims per part de l'Exèrcit Roig, amb retirades continuades i algunes estocades per part alemanya, fins al col·lapse total de l'Alemanya Nazi i tot el seu exèrcit.
Quan l'Exèrcit Roig va alliberar Oriol i Khàrkiv, les ofensives soviètiques es varen iniciar en tots els fronts, produint-se una retirada general fins al Dniéper, més aviat una carrera, que acabaria amb un final perfecte per als soviètics: l'alliberament de Kíev, tercera ciutat en importància de l'URSS, acompanyat per la recuperació de bona part de la Ucraïna meridional, regió de gran valor agrícola per la fertilitat de les seves terres. Per acabar-ho d'arrodonir, es varen aconseguir zones on hi havia gran part de població jove o en edat militar, la qual cosa va servir per superar als alemanys, ja que gran part d'aquests homes varen ser mobilitzats immediatament i enviats al front al cap de poc temps, convertint-se en soldats regulars que contribuirien molt en qüestions de numèriques contra Alemanya en les seves derrotes posteriors. Aquella gran zona de terreny va retornar a les mans soviètiques l'anomenat graner d'Ucraïna, encara que els alemanys varen deixar ben pocs camps de conreu perquè mentre s'anaven retirant, igual que els soviètics durant els anys de retirades, ho cremaren tot: cases, camps, les poques fàbriques que poguessin quedar, etc. Fins i tot s'endugueren població civil, que ben segur seria enviada a treballar en fàbriques d'armament o a camps de conreu.
Les baixes varen ser molt elevades. Si fem cas del que diu el diari d'operacions alemany les pèrdues varen ser (entre morts, evacuats i desapareguts) 487.000 entre els mesos de juliol i agost. Aquestes xifres pertanyen al total de baixes patides al front de l'est en aquest període. Si tenim en compte que la resta de sectors estaven la majoria d'ells quiets, ens dona una idea de l'elevadíssim preu en baixes. No hi ha estimacions gaire fiables de les baixes soviètiques, però es calcula que van ser unes 500.000 o 600.000 en tot el front.
Com a resultat final tenim una estrepitosa derrota alemanya, que malgrat haver tingut un nombre de baixes inferior als soviètics, aquests últims varen substituir els morts i ferits i material perdut, gràcies al fet que la indústria soviètica va continuar produint en grans quantitats, i cada vegada amb més qualitat, fins al punt de superar els alemanys, que a poc a poc anirien baixant la qualitat del seu material i del reclutament dels seus homes. Per empitjorar les coses als alemanys, després de recuperar el territori perdut durant l'ofensiva alemanya, els soviètics varen trobar-se que, la majoria dels carros de combat i canons avariats i danyats encara estaven dispersats pel camp de batalla, i gràcies als equips de recuperació els van posar ben aviat en circulació. Si a això hi sumem els nous carros que varen arribar de les factories dels Urals i dels que disposaven abans de la batalla i alguns d'alemanys que varen ser recuperats i posats al servei dels russos, els números es disparen, sent tot el contrari per als alemanys, que tots els carros que perden no els recuperen, i el pitjor és que les unitats per a reemplaçar-los són poquíssimes, i les dotacions per als mateixos també.
Amb tot, aquesta victòria, no va ser un camí de roses, ja que quan la batalla va acabar, gran part de les divisions que participaren en els duríssims combats de juliol i agost estaven reduïdes en alguns casos a poc més de 2.000 homes. Aquest fet no només era evident en el bàndol guanyador, sinó també en els vençuts que tot i no patir tantes baixes també varen veure com les seves divisions estaven reduïdes a nombres similars. Els blindats no varen ser reparats fins que va passar un cert període, per la qual cosa les ofensives començades durant els mesos d'agost, varen notar carència de blindats. Només cal dir que el 5è Exèrcit de la Guàrdia de Tancs de Rótmistrov tenia cap al mes d'agost poc més de 100 blindats.
En el factor d'efectius humans passa una cosa similar: els alemanys, segons el seu diari d'operacions les baixes en tot el front de l'est durant el període de juliol a octubre són de 907.000 homes. Per a reemplaçar-les es varen enviar uns 519.000 homes, una xifra del tot insuficient tenint en compte que els soviètics no només les varen reemplaçar totes, si calia fins i tot augmentaven el nombre d'efectius, mentre que per als alemanys es va tancar el període amb nombres negatius, amb una diferència d'un quart de milió d'efectius menys, cosa que empitjoraria amb el temps perquè les unitats dels seus aliats tampoc serien molt nombroses, i, a més, estarien molt poc motivades pel combat. Aquesta falta de moral ja es feia patent no només en els alts comandaments alemanys, que des de feia uns mesos veien la situació molt negativament, sinó també la tropa, que veia desbordada derrota rere derrota com després de cada retirada en venia una altra. A poc a poc el nombre de soldats alemanys va anar reduint-se fins que durant la captura de Berlín només quedaven uns pocs fanàtics de les SS, vells i nens per defensar la capital. La resta d'homes en edat de combatre eren morts, ferits de manera irreparable o simplement en camps de presoners soviètics.